# Ricardo Fuenzalida
Ricardo Fuenzalida Castillo (* 23. November 1992 in Punta Arenas) ist ein chilenischer Fußballspieler auf der Position eines rechten Mittelfeldspielers.

## Karriere
Ricardo Fuenzalida begann seine Profikarriere 2012 bei Deportes Puerto Montt. 2015 wechselte er zu Deportes Linares und im Folgejahr zu Deportes Melipilla. In der Saison 2021 konnte sich Aufsteiger Melipilla sportlich als 14. in der Primera División halten, musste jedoch wegen finanzieller Unregelmäßigkeiten nach einem Gerichtsentscheid zwangsabsteigen. Bei diesem Entscheid ging es um Doppelverträge und Schwarzgeldzahlungen seitens des Vereins an Spieler, in die hauptsächlich Sportdirektor Carlos Encinas verwickelt war. Fuenzalida und José Huentelaf belegten die Vorwürfe. Encinas versuchte Fuenzalida durch Bestechung noch von seinen Aussagen abzubringen, doch dieser verzichtete.
Danach spielte Fuenzalida für Deportes Santa Cruz, in Argentiniens Hauptstadt Buenos Aires bei Fénix und 2023 bei Fernández Vial aus Talcahuano. 2024 stand der Mittelfeldspieler bei Concón National in der dritten Liga, der Segunda División, unter Vertrag. Im März 2025 unterschrieb er bei Provincial Osorno.

## Erfolge
Deportes Puerto Montt
- Chilenischer Drittliga-Meister: 2014/15